# روبرت هوبير
روبرت هوبير (بالفرنسية: Robert Hubert)‏ هو ساعاتي فرنسي، ولد في 1640 في روان في فرنسا، وتوفي في 28 سبتمبر 1666 في Tyburn ‏ في المملكة المتحدة بسبب شنق.